# Lijst van Transformers-strips

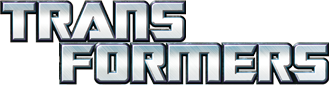
Logo van Transformers

Dit is een lijst van stripseries gebaseerd op de Transformers.
Er zijn drie grote publicaties geweest van Transformers-strips. De eerste serie was van Marvel Comics en liep van 1984 t/m 1991. Deze serie kreeg vier spin-off series en werd gevolgd door Transformers: Generation 2, die in 1993 verscheen. De tweede hoofdserie was van Dreamwave Productions, en liep van 2002 t/m 2004. De serie bestond uit meerdere miniseries die een verhaal vormden. De derde en tevens huidige stripserie wordt gepubliceerd door IDW Publishing, beginnend in 2005.
Naast deze drie hoofdpublicaties zijn er ook enkele kleinere publicaties.

## Marvel Comics

### The Transformers(Generation 1), Marvel, U.S.
The Transformers strip van Marvel was de eerste van de Transformers strip. De strip werd gestart toen het Transformers speelgoed voor het eerst in Amerika verscheen, en was aanvankelijk bedoeld als promotie. De serie begon als een vierdelige miniserie, maar sloeg dermate aan dat hij werd uitgebreid. Uiteindelijk werd de serie na 80 delen stopgezet. Delen #1–56 werden geschreven door Bob Budiansky, en de overige delen door Simon Furman. De strip werd gezien als onderdeel van het Marvel Universum, en bekende Marvel personages zoals Spider-Man hadden dan ook vaak een gastoptreden in de strips. Toen de Transformers televisieserie verscheen, leende de strip enkele plotelementen uit deze serie. De strip deed echter geen poging de televisieserie tot in de details te volgen.
Het verhaal in de strip was wel gelijk aan die in de televisieserie: miljoenen jaren terug kwamen de Autobots en Decepticons naar de Aarde in de “Ark”. In het heden worden beide partijen ontwaakt en beginnen hun oorlog. Uiteindelijk moeten beide partijen een bondgenootschap vormen om Unicron te verslaan.

#### Marvel UK
De strip kreeg ook een zustertitel in het Verenigd Koninkrijk, die 332 delen liep. Deze serie verscheen wekelijks en werd voornamelijk geschreven door Simon Furman. Aanvankelijk had de serie een meer serieuzere sciencefiction benadering. Sinds de strip wekelijks verscheen, waren er meer verhalen mogelijke en konden in deze stripreeks de personages verder worden uitgediept. Furman probeerde de strip aan te laten sluiten op de film The Transformers: The Movie, en schreef verschillende verhalen die zich na de film afspeelden.

### G.I. Joe and The Transformers, Marvel, U.S., 1986
Een vierdelige miniserie waarin de Transformers samenwerkten met een andere populaire Hasbroproductie waarvan Marvel een stripreeks had gemaakt: G.I. Joe. Hierin moeten de Joes, de Autobots en zelfs de criminele organisatie Cobra samenwerken om de Decepticons te stoppen voordat ze de energie uit de aardkern zuigen.
Het verhaal had veel continuïteitsproblemen. Zo ontbraken bekende personages zoals Cobra Commander, Optimus Prime, en Megatron. In de strip werd ook Bumblebee vernietigd en herbouwd als Goldbug.

### The Transformers: Headmasters, Marvel, U.S., 1987–1989
Eveneens een vierdelige miniserie waarin nieuwe personages werden geïntroduceerd die later ook zouden opduiken in de standaardserie. De serie introduceerde de Headmasters, Targetmasters, enkele van de Transformers uit de film, Monsterbots, Horrorcons, Technobots en Terrorcons.

### The Transformers: The Movie, Marvel, U.S., 1986
Een driedelige stripversie van de animatiefilm. Dit was een opzichzelfstaande stripserie zonder banden met de andere Marvel strips.

### Transformers Universe, Marvel, U.S., 1986
Een vierdelige miniserie in de stijl van Marvel Universe en G.I. Joe: Order of the Battle, waarin een uitgebreide beschrijving van de bekendste personages werd gegeven. Veel van de tekst was overgenomen van de beschrijvingen op de speelgoeddozen, maar dan een stuk uitgebreider.

### Transformers Generation 2, Marvel, U.S., 1993
Een 12-delige serie die bedoeld was als vervolg op de originele G1-serie. Hierin had de oorlog zich uitgebreid van de Aarde naar de hele Melkweg. Introduceerde ook een nieuw ras van Transformers die waren ontstaan op Cybertron terwijl de Autobots en Decepticons op Aarde waren. In de serie keerde de vernietigde Megatron weer terug. Aan het eind van de serie moesten de partijen weer een bondgenootschap sluiten om een nieuw ras van Decepticons genaamd de Swarm te verslaan. De serie werd echter stopgezet vanwege tegenvallende verkoopcijfers, waardoor de schrijvers gedwongen waren snel een einde te maken aan de vele verhaallijnen.

### New Avengers/Transformers
Een crossover tussen de Transformers en de Avengers. Deze strip zal zich afspelen in Marvels hoofdcontinuïteit, maar voor de Civil War verhaallijn (daar Captain America er ook in voorkomt). De vierdelige serie zal worden geschreven door Stuart Moore en getekend door Tyler Kirkman.

## Dreamwave Productions
Begin 2002 verkreeg Dreamwave Productions de rechten op de Transformers strips, en begon met een succesvolle terugkeer van de Transformers in de stripwereld. Ze begonnen met een miniserie die zich focuste op de Generation 1 cast, en een maandelijkse serie gebaseerd op Transformers: Armada. De G1 verhalen hadden geen connectie met de Marvel verhalen, en ook niet met de animatieserie. Dreamwave bleef de strips produceren tot het bedrijf begin 2005 failliet ging.

### Generation 1

#### Transformers: Generation 1
Nadat ze de rechten hadden gekregen van Hasbro, produceerde Dreamwave Productions eerste een zesdelige miniserie geschreven door Chris Saccarini en getekend door Pat Lee, getiteld Prime Directive. Ondanks gemengde reacties op de strip en de vertraging van enkele delen, werd de serie in zijn algemeenheid een groot succes. Aangemoedigd door dit produceerde Dreamwave een tweede serie, dit keer geschreven door Brad Mick, getiteld War and Peace. Toen ook deze serie aansloeg besloot Dreamwave de Generation 1 strips van een miniserie uit te breiden naar een standaardserie die zich focuste op de Aardse Autobots en Decepticons, geschreven door Brad Mick (alias James McDonough) en Adam Patyk, en getekend door Don Figueroa. Door het faillissement van Dreamwave kwam deze serie niet verder dan 10 delen.

#### Transformers: The War Within
Vanwege het succes van hun Generation 1 series besloot Dreamwave een zusterserie te maken die zich zou focussen op de oorlog op Cybertron, voordat de Transformers naar de Aarde kwamen. Simon Furman werd gevraagd aan deze serie mee te werken. Een zesdelige miniserie werd gemaakt die zich focuste op de geschiedenis van Optimus Prime. Later verscheen nog een tweede miniserie getiteld The Dark Ages, wederom geschreven door Furman en getekend door Andrew Wildman. Een derde volume getiteld The Age of Wrath werd ook uitgebracht, maar kwam door het faillissement van Dreamwave niet verder dan 3 delen.

#### Transformers: Micromasters
Micromasters was een vierdelige miniserie geschreven door Brad Mick aka James McDonough en Adam Patyk. Deze serie speelde zich af op Cybertron na de verdwijning van de Ark, en focuste zich op de geschiedenis van de Micromasters.

#### Transformers: More Than Meets the Eye
Een achtdelige miniserie geproduceerd vanaf 2003. Deze serie bevatte een uitgebreide biografie van alle Transformers die op dat moment bekend waren in Amerika (zowel vanwege de speelgoedseries als de strips en televisieseries). De strip had dezelfde opbouw als Marvels serie Transformers Universe.

### Armada/Energon

#### Transformers: Armada(2002–2003)
deze stripserie was gebaseerd op de gelijknamige animatieserie. De strip verscheen maandelijks. Hoewel de strip dezelfde plotelementen gebruikte als de animatieserie, speelde hij zich af in een andere continuïteit. Zo konden in de strip de Mini-Cons praten. Ook de climax van de Armadasaga was in de strips anders dan in de animatieserie. In de climax van de strip kwamen veel G1 personages voor als handlangers van Unicron. In het laatste deel werd Unicron verslagen en verdween Megatron.
De serie stopte na 18 delen, en werd hernoemd tot Transformers: Energon.

#### Transformers: Energon(2003–2004)
Gebaseerd op de gelijknamige animatieserie. Net als de animatieserie speelde de stripserie zich 10 jaar na “Armada” af. De strip werd geschreven door Simon Furman en getekend door Guido Guidi en Joe Ng. Energon was gewoon de nieuwe naam van Armada. Daarom begon de reeks bij deel 19.
Deel 19 herintroduceerde de hoofdcast, evenals Unicron en de Terrorcons. Delen 20-23 introduceerden Unicrons vier nieuwe helpers en het merendeel van de relevante cast (Prime, Hot Shot, etc) met hun nieuwe Energon Powerlinking lichamen. In de serie kregen de menselijke personages uit Armada (die in de animatieserie slechts cameo’s hadden) een grotere rol.
Onder de titel Energon liep de serie tot deel 30. Het verhaal had een open einde daar de serie nog voort zou worden gezet als Transformers: Cybertron. Maar vanwege het faillissement van Dreamwave is deze serie nooit gemaakt.

#### Transformers Armada: More Than Meets the Eye
In 2004 bracht Dreamwave een speciale driedelige versie uit van zijn More Than Meets The Eye serie. Deze drie delen focusten zich op de biografie van de Armada personages. De strip zou zich afspelen tussen Transformers: Armada en Transformers: Energon.

### Transformers/G.I. Joe
Dreamwave en Devil's Due, eigenaar van de G.I. Joe rechten, produceerden elk hun eigen zesdelige miniserie die draaide om een crossover tussen de twee series. Dreamwaves versie speelde zich af in een andere continuïteit dan de Marvel crossover. In deze serie ontdekt Cobra de Decepticons en G.I. Joe de Autobots.
Een tweede volume, Divided Front, werd geproduceerd, geschreven door James McDonough en Adam Patyk. Ondanks de sterke verkoop van het eerste deel, moest Dreamwave door zijn faillissement al na dit ene deel stoppen.

### Transformers Summer Specialen toekomstplannen
De Transformers Summer Special was een eenmalige productie uitgegeven in de zomer van 2004, met verhalen van Generation 1, Energon, Robots in Disguise, en Beast Wars. De Beast Wars strip werd door fans gekozen als beste, en zou het volgende project van Dreamwave zijn geweest als het bedrijf niet failliet was gegaan.

## IDW Publishing
Na Dreamwaves faillissement gingen de rechten op de Transformers strips over naar IDW Publishing. Aanvankelijk werden twee miniseries gepland: een gericht op Generation 1 en een gericht op Beast Wars. Het succes van deze series leidde tot meerdere projecten.

### Generation One

#### The Transformers: Infiltration
The Transformers: Infiltration debuteerde in oktober 2005 met deel 0. Simon Furman schreef de verhalen en E. J. Su tekende ze. De serie toonde een nieuwe interpretatie van hoe de Autobots naar de Aarde kwamen.

#### The Transformers: Stormbringer
Stormbringer debuteerde in juli 2006 en speelde zich af in dezelfde tijd als Infiltration. De strip speelt zich echter ver van de Aarde af. De Transformers waren in deze strip verspreid over het universum daar Cybertron door de oorlog onleefbaar was geworden. De miniserie werd gepromoot met de tagline "No Humans on Cybertron!", om in te spelen op het feit dat veel fans de menselijke cast in “Infiltration” niet waardeerden.

#### The Transformers: Spotlight
De Spotlight serie bevindt zich ook in IDW's nieuwe Generation 1 universum en bestaat uit een aantal opzichzelfstaande strips met in de hoofdrol personages die nog niet zijn voorgekomen in de hoofdstrip van IDW. Hun verhalen zijn wel van invloed op het hoofdverhaal.

#### The Transformers: Escalation
De sequel op Infiltration. Escalation focust op de Machination, een organisatie gericht op het verzamelen van Transformers-technologie, en pogingen van Megatron om een oorlog te starten die de mensheid zal uitroeien. Het verhaal begon in november 2006, en liep tot april 2007.

#### The Transformers: Megatron Origin
Deze vierdelige miniserie was bedoeld om het gat tussen Escalation en Devastation op te vullen. Dient als prequel voor het huidige IDW Generation 1 universum. Toont de oorsprong van de Decepticons en de eerste oorlog met de Autobots.

#### The Transformers: Devastation
Devastation gaat verder waar Escalation ophield. De serie wordt geschreven door dezelfde schrijvers als Escalation. De serie gaat september 2007 in première.

### Andere series

#### Beast Wars
Beast Wars: The Gathering kwam uit in 2006 als een vierdelige miniserie gerschreven door het Stormbringer team van Furman en Figueroa. De serie speelt zich af na seizoen 2 van de serie Beast Wars, en draait om personages die wel als speelgoed werden uitgebracht maar nooit in de serie zelf te zien waren. Een tweede serie genaamd The Ascending staat op de planning voor 2007. De strips spelen zich af in dezelfde continuïteit als de animatieserie.

#### The Transformers: Generations
Generations is een serie waarin de beste strips uit de Marvel Transformersserie worden herdrukt, maar met nieuwe voorkanten. Delen waarin de Marvel personages een gastoptreden hadden worden niet herdrukt omdat Marvel de rechten op deze personages bezit.

#### The Transformers: Evolutions
Evolutions is een titel met daarin een aantal opzichzelfstaande verhalen van verschillende schrijvers. Geen van deze verhalen kan worden gezien als onderdeel van de continuïteit in de andere stripseries of de televisieseries.

#### Transformers: The Animated Movie
Transformers: The Animated Movie is een vierdelige stripserie gebaseerd op de animatiefilm The Transformers: The Movie uit 1986, gemaakt ter viering van het 20-jarig jubileum van de film. De eerste strip in de reeks kwam uit in oktober 2006. De strips bevatten ook personages die wel waren gepland voor de film, maar nooit in de film werden verwerkt.

#### 2007 film

##### Transformers: The Movie Prequel
The Movie Prequel is een vierdelige stripserie die dient als prequel voor de gebeurtenissen uit de live-action Transformers film. De strip wordt geschreven door Chris Ryall en Simon Furman.

##### Transformers: The Movie Adaptation
IDW publiceerde ook een vierdelige miniserie gebaseerd op de film zelf. Deze stripserie verscheen wekelijks in juni 2007.

##### The Search for Starscream
Deze miniserie werd aangekondigd op de San Diego Comic-Con. De serie zal dienstdoen als vervolg op de film.

#### Transformers: Cybertron: Balancing Act
Balancing Act, uitgebracht in april 2007, is een collectie van verhalen uit het Hasbro Collector's Club Magazine die werden gepubliceerd van 2005 tot 2006.

#### The Transformers Magazine
IDW publiceert ook een tweemaandelijks Transformers tijdschrift met daarin strips van de originele Marvel Transformers, Dreamwaves Transformers: Armada en IDW’s eigen “The Transformers: Stormbringer” serie.